# Хайнрих V (пфалцграф на Рейн)
Вижте пояснителната страница за други личности с името Хайнрих V.
Хайнрих V Старши или Дългия (на немски: Heinrich V der Ältere von Braunschweig, Heinrich der Lange, * 1173/1174, † 28 април 1227 в Брауншвайг) от род Велфи е пфалцграф при Реин от 1195 до 1212 г.
Той е най-големият син на херцог Хайнрих Лъв († 6 август 1195) и втората му съпруга Матилда от Англия, дъщеря на английския крал Хенри II и Елеонор Аквитанска. Той е брат на император Ото IV.
Хайнрих придружава баща си през 1182 и 1189 г. в изгнанието му в Нормандия и Англия. След връщането му той защитава Брауншвайг успешно през есента 1189 г. против император Хайнрих VI. При сключването на мир през 1190 г. той и брат му Лотар († 1190) са дадени като заложници на Хайнрих VI. Той трябва да придружи император Хайнрих VI през 1191 г. в неговия поход в Италия и участва в безуспешната обсада на Неапол. След това той бяга и през Марсилия се връща в Германия, където разказва (фалшиво), че императорът е мъртъв и се препоръчва сам за кралския избор. На петдесетница 1192 г. той е осъден от императора.
През 1193/1194 г. Хайнрих се жени тайно за Агнес, братовчедка на императора и дъщеря и наследничка на пфалцграф Конрад Хоенщауфен. Той се сдобрява с императора, който го помилва и след смъртта на Конрад през 1195 г. му дава Рейнпфалц.
Същата година Хайнрих наследява баща си след неговата смърт. Той придружава императора в похода му в Сицилия. Той участва в кръстоносния поход на Хайнрих VI в Светите Земи и се връща, след смъртта на императора през 1197 г. в Месина, обратно през лятото 1198 г. Той помага в изборите за крал първо брат си Ото IV против неговия конкурент Филип Швабски.
На 1 май 1202 г. с договор от Падерборн с по-малките му братя Вилхелм от Люнебург и Ото IV си поделят земите. Хайнрих получава град Щаде с графство Щаде.
През 1212 г. Хайнрих се отказва от Пфалц-Рейн в полза на син му Хайнрих VI Младши. След смъртта на Вилхелм от Люнебург той наследява през 1213 г. голяма собственост между Елба и Везер, където през 1219 г. император Фридрих II го поставя за имперски викар (Reichsvikar).
Понеже през 1214 г. неговият единствен син Хайнрих VI умира на 17 години без деца, Хайнрих Стари определя през 1223 г. за свой наследник племенника си Ото Детето, син на брат му Вилхелм. Хайнрих (V) Старши е погребан в катедралата на Брауншвайг.

## Деца
Хайнрих се жени на 3 февруари 1194 г. в замък Щалек за пфалцграфиня Агнес Хоенщауфен († 9 май 1204), дъщеря и наследничка на пфалцграф Конрад Хоенщауфен († 8 или 9 ноември 1195), по-малкият полубрат на император Фридрих Барбароса. Двамата имат три деца:
- Хайнрих VI Младши (* 1197, † 1214), ∞ 1212 Матилда от Брабант († 1267)
- Ирменгард (* ок. 1200, † 1260), наследничка на Пфорцхайм, ∞ 1217 Херман V маркграф на Баден († 1243)
- Агнес (* 1201, † 1267), наследничка на Пфалц-Рейн, ∞ 1222 Ото II херцог на Бавария († 1253)

През 1211 г. Хайнрих се жени за Агнес от Ландсберг († 1248), дъщеря на маркграф Конрад II от Долна Лужица († 1266). Двамата нямат деца.